# 天主教哈特福德總教區
天主教哈特福德總教區（拉丁語：Archidioecesis Hartfortiensis）是美國一個羅馬天主教教省總教區，也是該國三十二個總教區之一。
總教區管轄康乃狄克州紐黑文、哈特福德和利奇菲爾德，並轄三個教區，面積5,926平方公里。
總教區有大約46萬9061名教友、131個堂區和349名司鐸。現任總主教為良納·P·布萊爾，輔理主教為若望·彌額爾·貝坦科爾特，榮休總主教為達尼爾·A·克羅寧和亨利·J·曼塞爾，榮休輔理主教為伯多祿·A·羅薩扎和基道霍·馬卡盧索。
哈特福德教區於1843年11月28日成立，1953年8月6日升為總教區。